# Kerkhof van Wittes
Het Kerkhof van Wittes is een gemeentelijke begraafplaats in de gemeente Wittes in het Franse departement Pas-de-Calais. Het kerkhof ligt in het dorpscentrum rond de Sint-Omaarskerk. Op het kerkhof bevinden zich enkele graven van Franse soldaten die elders in Frankrijk sneuvelden tijdens beide wereldoorlogen.

## Britse oorlogsgraven
Op het kerkhof bevinden zich drie Britse oorlogsgraven uit de Tweede Wereldoorlog. De graven zijn geïdentificeerd. Het gaat om drie soldaten uit de Royal Air Force, die sneuvelden in 1940. De graven worden onderhouden door de  Commonwealth War Graves Commission, die de begraafplaats in haar registers heeft opgenomen als Wittes Churchyard.